# موزه مردم‌شناسی فردوس

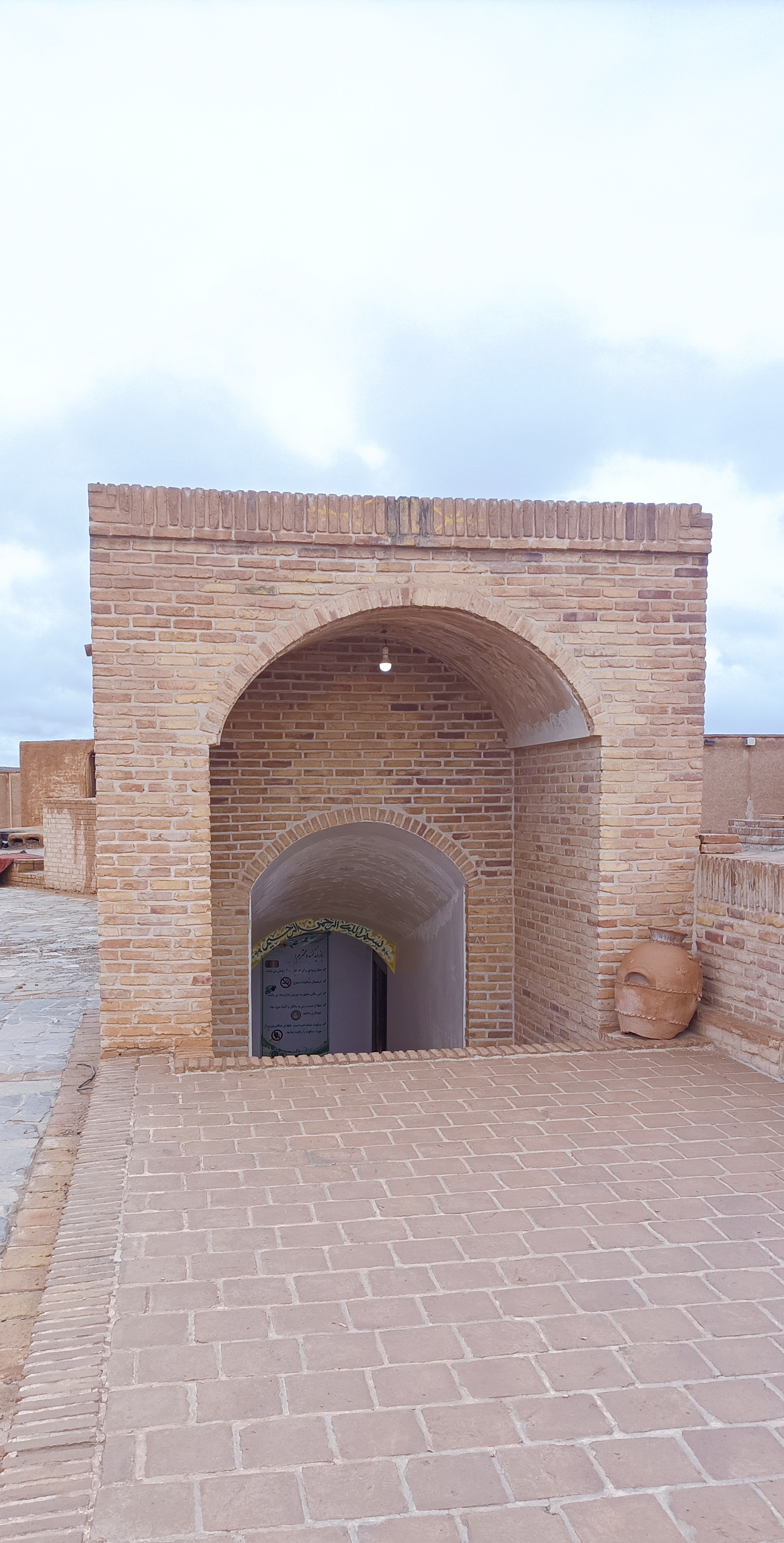
ورودی موزه مردم شناسی فردوس

موزهٔ مردم‌شناسی فردوس، موزه‌ای در شهر فردوس است. این موزه در محل یکی از بناهای تاریخی فردوس، حمام خیروز، ایجاد شده‌است.
این موزه در دو بخش طراحی شده که در بخش اول، آداب و رسوم محلی و مشاغل مربوط به حمام، همچنین حرفه‌های سنتی و قدیمی فردوس از جمله آهنگری، نمدمالی، حجامت و دلاکی و در بخش دوم، معماری و ساختار حمام به نمایش گذاشته شده‌است.
همچنین موزه، شامل بخش‌هایی مانند اتاق نشیمن‌خانه، مطبخ‌خانه و نگارخانه می‌باشند.
مساحت زیربنای موزه فردوس، ۱٬۲۰۰ متر مربع و کل محوطه‌سازی آن ۲٬۵۰۰ متر مربع می‌باشد.
حمام خیروز، بنایی تاریخی است مربوط به دورهٔ صفویه. پس از انتخاب این بنای تاریخی به عنوان محل ایجاد موزهٔ مردم‌شناسی، مرمت و بازسازی آن برای تبدیل‌شدن به موزه انجام گرفت. عملیات مرمت بنا که از سال ۱۳۸۶ آغاز شد، در تابستان سال ۱۳۹۱ به پایان رسید و موزهٔ مردم‌شناسی در دههٔ فجر سال ۱۳۹۱ افتتاح شد.